# Шулежко, Алексей Фёдорович
Алексей Фёдорович Шулежко (11 сентября 1933, Таганрог — 14 декабря 2010, Таганрог) — российский металлург, директор Таганрогского металлургического завода (1986—1997), лауреат Премии Совета Министров СССР, кавалер ордена Трудового Красного Знамени, кавалер ордена Дружбы народов, кавалер ордена «За заслуги перед Отечеством» IV степени. Заслуженный металлург РФ. Почётный гражданин Таганрога (1997).

## Биография
Родился 11 сентября 1933 года в семье строителя Фёдора Марковича Шулежко, перебравшегося в Таганрог в начале 1930-х годов, спасая семью от начавшегося на Украине голода.
Окончив с отличием семь классов школы № 2 имени А. П. Чехова, поступил на учёбу в Таганрогский металлургический техникум, окончил ТМТ в 1952 году по специальности «трубопрокатное производство», Северо-Западный заочный политехнический институт в 1966 году по специальности «обработка металлов давлением».
Служил на Балтийском флоте в Кронштадте.
Вернувшись в Таганрог поступил на Таганрогский металлургический завод. Работал подручным сварщика, бригадиром, старшим вальцовщиком, мастером, начальником смены.
В 1972 году назначен начальником трубопрокатного цеха № 2. В 1974 году он был назначен главным инженером завода. С 1986 по 1997 год — директор Таганрогского металлургического завода.
С 1997 по 2000 год — председатель Совета директоров Таганрогского металлургического завода. С 2000 года на пенсии.

## Награды
- Премия Совета Министров СССР;
- Орден Трудового Красного Знамени;
- Орден Дружбы народов (27 июня 1994) — за заслуги в развитии металлургической промышленности, большой личный вклад в повышение эффективности производства и успешное решение социальных вопросов
- Орден «За заслуги перед Отечеством» IV степени;
- Заслуженный металлург РСФСР (1991);
- Почётный гражданин города Таганрога (1997);
- медаль «За трудовую доблесть».